# Suzan van der Wielen
Suzan Jacobien Unia van der Wielen (-Veen), auch Susan van der Wielen, (* 30. Oktober 1971 in Emmen) ist eine ehemalige niederländische Hockeyspielerin. Sie gewann mit der niederländischen Nationalmannschaft die olympischen Bronzemedaillen 1996 und 2000, nachdem sie sowohl 1995 als auch 1999 Europameisterin geworden war. 1998 war sie Weltmeisterschaftszweite.

## Sportliche Karriere
Suzan van der Wielen bestritt insgesamt 194 Länderspiele, in denen sie 69 Tore erzielte. Sie löste damit Carina Benninga als Rekordnationalspielerin ab und wurde ihrerseits später von Mijntje Donners übertroffen.
Die Mittelfeldspielerin debütierte im August 1989 in der niederländischen Auswahl. Bei der Europameisterschaft 1991 in Brüssel belegte sie mit der niederländischen Auswahl den vierten Platz. 1992 trat sie nur in zwei Länderspielen an und gehörte nicht zum Olympiakader. Zwei Jahre später bei der Weltmeisterschaft in Dublin spielte van der Wielen in allen sieben Begegnungen ihrer Mannschaft. Letztlich belegten die Niederländerinnen den sechsten Platz. 1995 waren die Niederlande in Amstelveen Gastgeber der Europameisterschaft. In der Vorrunde gelangen den niederländischen Damen fünf Siege in fünf Spielen bei einem Torverhältnis von 24:0. Nach einem 2:1-Halbfinalsieg über die Deutschen bezwangen sie im Finale die spanische Mannschaft erst im Siebenmeterschießen. Lewin trat in allen sieben Begegnungen der Niederländerinnen an. Beim olympischen Hockeyturnier 1996 in Atlanta belegten die Niederländerinnen nach der Vorrunde den vierten Platz hinter den punktgleichen Britinnen. Im Spiel um Bronze zwischen diesen beiden Mannschaften siegten die Niederländerinnen im Siebenmeterschießen. Suzan van der Wielen war im Siebenmeterschießen letzte Schützin ihrer Mannschaft und verwandelte. 1998 gewannen die Niederländerinnen bei der Weltmeisterschaft in Utrecht ihre Vorrundengruppe und bezwangen im Halbfinale die deutsche Mannschaft mit 6:1. Im Finale unterlag die Mannschaft mit 2:3 gegen die Australierinnen. Bei der Europameisterschaft 1999 in Köln standen sich im Finale die Deutschen und die Niederländerinnen gegenüber und die Niederländerinnen siegten mit 2:1. Suzan van der Wielen spielte in allen sieben Begegnungen und erzielte im Turnierverlauf sechs Tore. Bei den Olympischen Spielen 2000 in Sydney belegten die Niederlande in der Vorrunde den dritten Platz und erreichten damit die Hauptrunde. Mit einem Sieg und zwei Niederlagen platzierten sich die Niederländerinnen in der Hauptrunde auf dem vierten Platz, wobei Suzan van der Wielen im Hauptrundenspiel gegen die Spanierinnen beide Tore zum 2:1-Sieg erzielte. Im Spiel um die Bronzemedaille traten die Niederländerinnen wieder gegen die spanische Mannschaft an und gewannen mit 2:0.
Suzan van der Wielen ist mit dem Hockeyspieler Stephan Veen verheiratet.